# Ђакус
Ђакус је насеље у Србији у општини Житорађа у Топличком округу. Према попису из 2022. било је 638 становника (према попису из 1991. било је 859 становника). Налази се на раскрсници путева који воде за Житорађу, Прокупље и Ниш.

## Демографија
У насељу Ђакус живи 729 пунолетних становника, а просечна старост становништва износи 44,1 година (43,3 код мушкараца и 45,2 код жена). У насељу има 193 домаћинства, а просечан број чланова по домаћинству је 3,31.
Ово насеље је великим делом насељено Србима (према попису из 2002. године).
|  |

| Демографија | Демографија | Демографија |
| Година      | Становника  | Становника  |
| ----------- | ----------- | ----------- |
| 1948.       | 877         |             |
| 1953.       | 951         |             |
| 1961.       | 934         |             |
| 1971.       | 981         |             |
| 1981.       | 958         |             |
| 1991.       | 859         | 855         |
| 2002.       | 904         | 910         |
| 2011.       | 772         |             |
| 2022.       | 638         |             |

| Етнички састав према попису из 2002.‍ | Етнички састав према попису из 2002.‍ | Етнички састав према попису из 2002.‍ | Етнички састав према попису из 2002.‍ | Етнички састав према попису из 2002.‍ |
| ------------------------------------ | ------------------------------------ | ------------------------------------ | ------------------------------------ | ------------------------------------ |
|                                      |                                      |                                      |                                      |                                      |
| Срби                                 | Срби                                 |                                      | 870                                  | 96,23%                               |
| Роми                                 | Роми                                 |                                      | 27                                   | 2,98%                                |
| непознато                            | непознато                            |                                      | 6                                    | 0,66%                                |

| Година пописа     | 1948. | 1953. | 1961. | 1971. | 1981. | 1991. | 2002. |
| ----------------- | ----- | ----- | ----- | ----- | ----- | ----- | ----- |
| Број домаћинстава | 118   | 147   | 177   | 219   | 226   | 218   | 221   |

| Број чланова      | 1  | 2  | 3  | 4  | 5  | 6  | 7  | 8 | 9 | 10 и више | Просек |
| ----------------- | -- | -- | -- | -- | -- | -- | -- | - | - | --------- | ------ |
| Број домаћинстава | 16 | 50 | 24 | 35 | 36 | 36 | 17 | 4 | 1 | 2         | 4,09   |

| Пол    | Укупно | Неожењен/Неудата | Ожењен/Удата | Удовац/Удовица | Разведен/Разведена | Непознато |
| ------ | ------ | ---------------- | ------------ | -------------- | ------------------ | --------- |
| Мушки  | 384    | 79               | 274          | 27             | 2                  | 2         |
| Женски | 366    | 27               | 284          | 48             | 6                  | 1         |
| УКУПНО | 750    | 106              | 558          | 75             | 8                  | 3         |

| Пол    | Укупно                    | Пољопривреда, лов и шумарство | Рибарство                            | Вађење руде и камена | Прерађивачка индустрија       |
| ------ | ------------------------- | ----------------------------- | ------------------------------------ | -------------------- | ----------------------------- |
| Мушки  | 226                       | 116                           | 0                                    | 0                    | 28                            |
| Женски | 100                       | 63                            | 0                                    | 0                    | 0                             |
| УКУПНО | 326                       | 179                           | 0                                    | 0                    | 28                            |
| Пол    | Производња и снабдевање   | Грађевинарство                | Трговина                             | Хотели и ресторани   | Саобраћај, складиштење и везе |
| Мушки  | 0                         | 12                            | 8                                    | 1                    | 24                            |
| Женски | 0                         | 0                             | 3                                    | 0                    | 2                             |
| УКУПНО | 0                         | 12                            | 11                                   | 1                    | 26                            |
| Пол    | Финансијско посредовање   | Некретнине                    | Државна управа и одбрана             | Образовање           | Здравствени и социјални рад   |
| Мушки  | 1                         | 0                             | 19                                   | 1                    | 3                             |
| Женски | 0                         | 0                             | 0                                    | 2                    | 8                             |
| УКУПНО | 1                         | 0                             | 19                                   | 3                    | 11                            |
| Пол    | Остале услужне активности | Приватна домаћинства          | Екстериторијалне организације и тела | Непознато            | Непознато                     |
| Мушки  | 2                         | 0                             | 0                                    | 11                   | 11                            |
| Женски | 0                         | 0                             | 0                                    | 22                   | 22                            |
| УКУПНО | 2                         | 0                             | 0                                    | 33                   | 33                            |